# Горна Стреда
Горна Стреда (словац. Horná Streda) — село, громада округу Нове Место-над-Вагом, Тренчинський край. Кадастрова площа громади — 9.83 км².
Населення 1394 особи (станом на 31 грудня 2020 року).

## Історія
Горна Стреда згадується 1263 року.

## Населення
| Рік:            | 1994. | 2004.   | 2014.   | 2024.   |
| --------------- | ----- | ------- | ------- | ------- |
| Кількість осіб: | 1328  | 1264    | 1350    | 1420    |
| Різниця:        |       | -4,81 % | +6,80 % | +5,18 % |

| Рік:            | 2023. | 2024.   |
| --------------- | ----- | ------- |
| Кількість осіб: | 1415  | 1420    |
| Різниця:        |       | +0,35 % |